# Kapelsesteenweg
De Kapelsesteenweg is de naam voor de N11 tussen Merksem en Kapellen en vormt de grens tussen Ekeren en Brasschaat.
De Kapelsesteenweg was van oorsprong een Romeinse heirbaan. Het kronkelige verloop werd in de periode van de Oostenrijkse Nederlanden in het midden van de 18e eeuw rechtgetrokken tot de huidige ligging. De regering van de Zuidelijke Nederlanden heeft de baan geplaveid met kasseien en voerde op verschillende plaatsen tol in, waarnaar de namen Kleine Bareel en Oude Bareel (beiden gelegen in Merksem) nog verwijzen.